# Patrocinio de Biedma
Patrocinio de Biedma y la Moneda (Begíjar, Jaén, 13 de marzo de 1848-Cádiz, 14 de septiembre de 1927) fue una escritora, poeta, editora y articulista española.

## Biografía

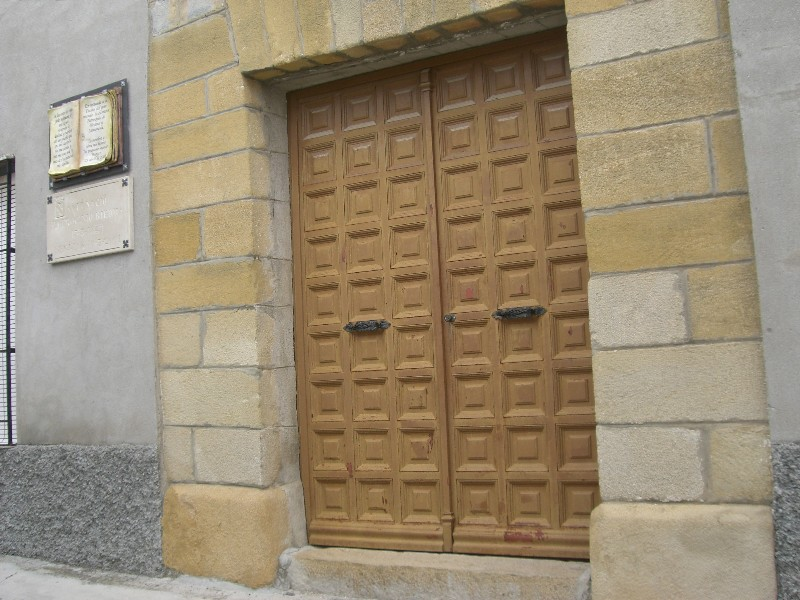
Casa natal de la escritora en Begíjar.

### Primeros años
Nació en el seno de una familia de la aristocracia andaluza en Begíjar el 13 de marzo de 1845. Es un municipio de la comarca de La Loma, en la provincia de Jaén, situado, a unos seis kilómetros de Baeza. Se estima que a finales del XIX no tendría más de mil habitantes. (598 censados en 1846, un año después del nacimiento de Patrocinio).  La producción de aceite se muestra como la industria más importante de la zona. Sus padres fueron Diego José de Biedma y Marín Colón, natural de Baeza, e Isabel María de La Moneda y Riofrío, begijeña. Su padre ostentó diferentes cargos públicos en la localidad, incluidos los de Alcalde, Corregidor, Municipal y Regidor. Se casó en 1838 en segundas nupcias con Isabel María. Él contaba entonces con 63 años de edad, mientras la madre de Biedma tenía 33 años. Patrocinio tuvo un hermano mayor, Pedro Antonio y una hermana pequeña, Antonia Manuela.
Quedó huérfana de padre a los cuatro años. Aquello supuso que fuera educada «bajo la dulce y suave presión de la voluntad» de su madre, según ella misma reconocía. Patrocinio escribió, de hecho, en un Episodio: La ternura celosa de mi madre me había aislado de toda sociedad; oculta con ella en nuestra vieja casa solariega que se alza en una pequeña localidad de Andalucía. De este modo todos mis afectos se refundían en un solo afecto: el de mi madre.
A la edad de seis años sabía leer y escribir correctamente, y parecía clara su pasión por la literatura y el conocimiento interdisciplinar.
Entabló relaciones personales a muy temprana edad con el joven baezano José María de Quadros y Arellano, hijo del Marqués de San Miguel de la Vega. Durante el fugaz noviazgo falleció el padre del novio en 1860, hecho que provocó que se retrasase la boda hasta el año 1861, en que tenía dieciséis años, algo normal en la época. El matrimonio se instaló en Baeza, cerca de Begíjar. 

En 1863, Patrocinio de Biedma dio a luz a su primer hijo, José María. El niño enfermó de gravedad a los pocos días. Fue trasladado con urgencia a Granada pero murió y fue enterrado allí. La madre le dedicó estos versos.
¡Quédate adiós! ¡Mi corazón se rompe
en esta dolorosa despedida!
Se queda en ti la dicha de mi vida.
¡Y yo voy a partir!
En 1864 fue de nuevo madre. El pequeño Manuel vivió tan sólo siete meses. Su cuerpo fue enterrado en Baeza. Patrocinio, cobijada en la literatura, lo describió en varios versos.
Ya esparce la noche su calma sombría
El alma agitada no puede pensar;
Espero afanosa la aurora y el día
Y en tanto no cesa mi triste llorar
Quedó de nuevo embarazada y su tercer hijo nació en 1866, José María del Olvido.
Era blanco, como las hojas de la diamela;
su cabello rubio, sus ojos grandes, negros…
Comenzó a colaborar en la prensa de Jaén, Madrid y Granada. En 1872 publicó su libro Guirnalda de Pensamientos, escrito tres años antes, con dedicatoria a su hijo José María del Olvido. Lamentablemente, el niño falleció a los seis años de edad en 1872 en Baeza. Un año después, en 1873, también falleció su esposo poco antes de que ella cumpliese 28 años.

A nivel profesional, este mismo año inició la colaboración con la revista madrileña La moda elegante y centró toda su atención en dos libros que salieron a imprenta en 1874. Uno de ellos Recuerdos de un Ángel: elegías a la memoria del niño Don José María del Olvido Quadros de Biedma, muerto a los seis años de edad, dedicado expresamente al pequeño José María del Olvido.
¿Dónde está dios?, decía
con tiernísimo acento
contemplando el azul del firmamento.
El otro, El Héroe de Santa Engracia, en que pese a no ser exactamente su estilo habitual, esboza un sólido poema épico con contenido patriótico. Tras ambas publicaciones adquirió reconocimiento y fue solicitada su colaboración en la prensa madrileña. Esto le hizo plantearse abandonar Baeza aunque continuó una estrecha relación con familiares, amigos y cualquier aspecto directa o indirectamente relacionado con la realidad de su comarca jienense a lo largo de toda su vida.

### Cádiz
Invitada por su íntima amiga, la aristócrata Prudencia G. San Román, la Condesa Rattazzi, (1831-1943) sobrina de Napoleón y una de las personalidades más escandalosas de su época, símbolo de la bohemia, conoció Cádiz en 1875. Rattazzi era muy buena amiga de De Biedma y de la también escritora Emilia Pardo Bazán. 

De Biedma, quedó prendada por el clima, cultura, y hospitalidad recibida, y sobre todo, por el mar. Algo, para la poetisa, siempre digno de admiración. Lo expuso muy gráficamente en el poema Recuerdo a Cádiz.
Quién pudiese volver bajo tu cielo
Cruzar de nuevo tus tendidos mares
Y admirando tus glorias con anhelo
Poderlas ensalzar en mis cantares
A finales de enero de 1876 se trasladó definitivamente a Cádiz. La capital era en aquellos años una de las ciudades que tenían cierto «protagonismo intelectual» , debido al desarrollo económico que le proporcionaba el transporte marítimo y ferroviario. Patrocinio de Biedma llegó a definirse como madrileña por los gustos, andaluza por nacimiento y gaditana por el deseo.
En 1878 fundó y presidió una Federación Literaria de Andalucía que animaba el panorama cultural andaluz de la época de la que fueron miembros varios de los colaboradores del diario Cádiz. El 11 de septiembre de 1881 falleció su madre en Begíjar.
Se casó de nuevo con José Rodríguez y Rodríguez, director de la Crónica Gaditana y archivero jefe de la Diputación. Fueron apadrinados por Alfonso XII. En 1888 tomó parte en el Congreso de Protección de la Infancia celebrado en su ciudad. En honor de sus trabajos en pro de la infancia fue distinguida con la Cruz de la Orden Civil de la Beneficencia de Primera Clase. En 1897 organizó en el Ateneo de Cádiz una velada en memoria de Concepción Arenal, escritora, jurista, socióloga y pedagoga y solicitó al Ayuntamiento que se pusiera el nombre de Concepción Arenal a la "calle de la cárcel", lo que se llevó a cabo por el Ayuntamiento, a propuesta del Ateneo.
Colaboró en numerosas publicaciones firmando como «Ticiano Imab», entre otras en El Ángel del Hogar, La Discusión, La Margarita, El Amigo de las Damas, Los Niños, La Mesa Revuelta, El Bazar, La Crítica, El Correo de la Moda, La Iberia, El Eco de Europa, Revista de Andalucía, Flores y Perlas, La Época, La Ilustración Católica, El Museo Popular, La Correspondencia de España, El Imperial, El Resumen, Blanco y Negro, El Álbum Ibero-Americano, Revista Católica de Cuestiones Sociales, Galería de desgraciados, de Madrid; El Mundo Ilustrado, La Ilustración de la Mujer, La Ilustración Ibérica de Barcelona; El Fígaro. Almanaque... para 1880 de Málaga; El Español, El Renacimiento de Sevilla.
También en numerosas publicaciones de su ciudad. El Álbum del Industrial de Jaén con 28 poemas, Obsequios poéticos a la Virgen de la Capilla (1866-72), El cero de Jaén (1867-68), La Fe Católica de Jaén (1869-70). Publicó también en el Boletín del Instituto de Segunda Enseñanza de Baeza. A destacar sus colaboraciones en la prensa de Cádiz, La Moda Elegante, El Cocinero 1897, Revista Teatral,1898. Colombia, 1917, y, muy particularmente, en Cádiz, en la que se cuentan más de cien artículos (1877-80). Tradujo del catalán la tragedia La sombra de César de Víctor Balaguer en versos castellanos. 

#### Cádiz. Artes, Letras y Ciencias
Fue una revista de tirada periódica que vio la luz el 10 de mayo de 1877 para cesar en 1880. Esta publicación se convirtió en el órgano de la Federación Literaria Andaluza, proyecto liderado por Patrocinio de Biedma y que vio la luz en 1878. Cádiz, desde el principio competirá con otras revistas editadas en Madrid. Entre sus colaboradores estaban, entre otros, Emilio Castelar, Andrés Borrego, Nicolás Díaz de Benjumea, Josefa Sevillano del Toral, Joaquín Ruiz Jiménez, Cayetano del Toro y Madame Rattazzi.  El título de la publicación, Cádiz, fue utilizado en prueba de gratitud y agradecimiento a la ciudad que la acogió. En Cádiz, -Revista de Artes, Letras y Ciencias. Órgano de la Federación Literaria Andaluza-; De Biedma publicó más de un centenar de artículos, con títulos tan significativos como «Innuencia femenina»(1878) o «La mujer emancipada» (1879). La revista sirvió de espacio para tejer redes de colaboración editorial femenina así como también apoyó la descentralización literaria y el surgimiento de una literatura propia andaluza. A partir de ese momento colaboró en casi todas las revistas y periódicos andaluces, así como en otros muchos de Madrid, Barcelona, Valencia y otras ciudades. De Biedma fue cada vez más popular en los círculos gaditanos. A título de ejemplo, en 1878 es incluso inmortalizada en las letras de una agrupación del Carnaval.
Lo mejor del mundo es Cádiz
Que tiene el mar por anillo
Y del Cádiz y del mundo
Lo mejor es, Patrocinio
Mantuvo una excelente relación, tanto ella, como su segundo marido, con el alcalde y reconocido personaje de la vida pública gaditana, Cayetano del Toro. Así a su muerte promovió una campaña para erigirle un monumento en Cádiz.
Muy concienciada con el pacifismo militó, y en 1898 fue nombrada vicepresidenta en España de la «Ligue des femmes pour le desarmement international» (Liga de las Mujeres para el Desarme Internacional).
Conoció la obra que desarrollaban las primeras mujeres en actividades poco usuales en aquella época, por ejemplo en el mundo de las artes o de las ciencias, e informó sobre ello en dos artículos suyos publicados en El Correo de la Moda: «Las mujeres artistas» (1882-febrero) y «Las mujeres doctoras» (1882-octubre), dedicado a la primera doctora española, Martina Castells Ballespí. Fue la primera mujer "Socio de Mérito" de la Real Sociedad Económica de Amigos de País de la Ciudad y Reino de Jaén. No defendió el sufragio femenino pues en su opinión el voto femenino se decidiría «por el capricho del padre, el amigo o el marido», y no por el propio criterio de la mujer.

El 10 de junio de 1914 murió su segundo esposo. Patrocinio falleció en Cádiz el 14 de septiembre de 1927. En Begíjar lleva su nombre la calle en la que nació y donde todavía se conserva su casa natal.

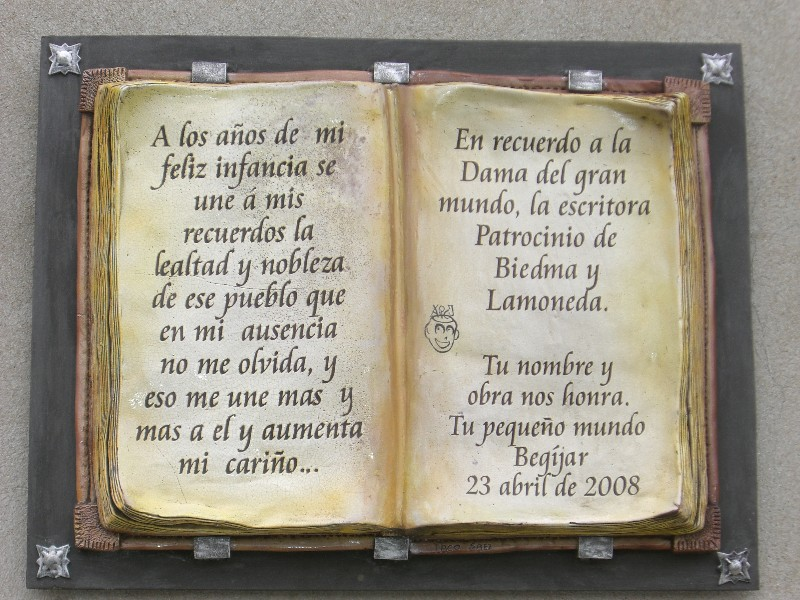
Placa reconocimiento a la escritora.

## Pensamiento
Las aspiraciones pedagógicas que pretendió conseguir con sus revistas, y publicaciones, las justificaba diciendo que «para llevar a un pueblo a su regeneración, para hacerlo digno de conseguir y conservar su engrandecimiento, hay que educarlo en ese alimento intelectual que se llama ilustración; hay que esparcir sobre la realidad sombría de sus miserias, la idealidad brillante de las artes, despernando sus aspiraciones por el bien y para el bien; hay que mostrarle esos ignorados caminos que a tan altos destinos conducen; hay que hacerle saber que Dios le ha dado un pensamiento y un corazón, y que cada hombre está obligado a saber pensar y a saber sentir, si quiere ser en el gran concierto de la vida algo más que un puñado de polvo animado para las groseras sensaciones, muere para los altos fines de las aspiraciones del alma»

## Obras

### Costumbrismo
- Cadenas del corazón. (Madrid, A. Pérez Dubrull, 1872)

- El odio de una mujer. (Madrid, Libr. de Antonio Castilla, 1876)

### Novela
- El secreto de un crimen (Valencia: Católica, 1877)

- El testamento de un filósofo ( Cádiz: La Mercantil de J. Rodríguez, 1879)

- Las almas gemelas ( Cádiz: La Mercantil de J. Rodríguez, 1881)

- La botella azul (Cádiz: La Mercantil de J. Rodríguez, 1881)

- Blanca (Cádiz: La Mercantil de J. Rodríguez, 1882)

- El capricho de un lord (Cádiz: La Mercantil de J. Rodríguez, 1882)

- La muerta y la viva (Cádiz: La Mercantil de J. Rodríguez, 1883)

- Dos hermanas. (Cádiz: La Mercantil de J. Rodríguez, 1884)

- Las apariencias. (Cádiz: La Mercantil de J. Rodríguez, 1884)

- La boda de la niña. (Cádiz: La Mercantil de J. Rodríguez, 1885)

- La Marquesita. (Cádiz: La Mercantil de J. Rodríguez, 1892)

## Poesía
- Guirnalda de pensamientos (Barcelona: Luis Tasso y Serra, 1872)

- Recuerdos de un ángel. Madrid: Memorial de Ingenieros, 1874

- El héroe de Santa Engracia. Poema histórico (Madrid: Memorial de Ingenieros, 1874)

- Romances y Poesías (Biblioteca Escogida, Vol. IV, Cádiz, Tipografía La Mercantil, 1881, pp. 190-192)21.

- El mejor castigo. Leyenda dramática en tres actos y en verso (Cádiz: La Mercantil de J. Rodríguez, 1884

### Artículos
Entre sus numerosos artículos publicados hay muchos dedicados a la mujer: «La política de las mujeres» (n.º 21) y «La mujer católica» (n.º 29) en La margarita; «Poesías dedicadas a las hijas de Teodoro Guerrero: María, Emma y Lidia Guerrero», en El Correo de la Moda (1875, mayo); «A Isabelita Ratazzi», en Flores y Perlas (1883-junio) en La Época: «Doña Paz de Borbón» (1883-marzo), «Biografía de la princesa doña Eulalia de Borbón» (1886-enero), «Las mujeres en la exposición de París» (1888-julio); «La mujer en la sociedad moderna», en El Resumen (1890-junio); «Liga de señoras católicas», en Revista Católica de Cuestiones Sociales (n.º 151). Entre las obras colectivas en las que colaboró cabe citar los artículos publicados en Las mujeres españolas, americanas, lusitanas, dirigida por Concepción Jimeno de Flaquer: «La dama del gran mundo», «La madrileña», «La mujer de Jaén» y «La dama diplomática».

### Obras de la autora no localizadas
- Tiempo perdido (1881) y las novelas Desde Cádiz a La Habana y Fragmentos de un álbum